# Kim Jong-woon (Sänger)

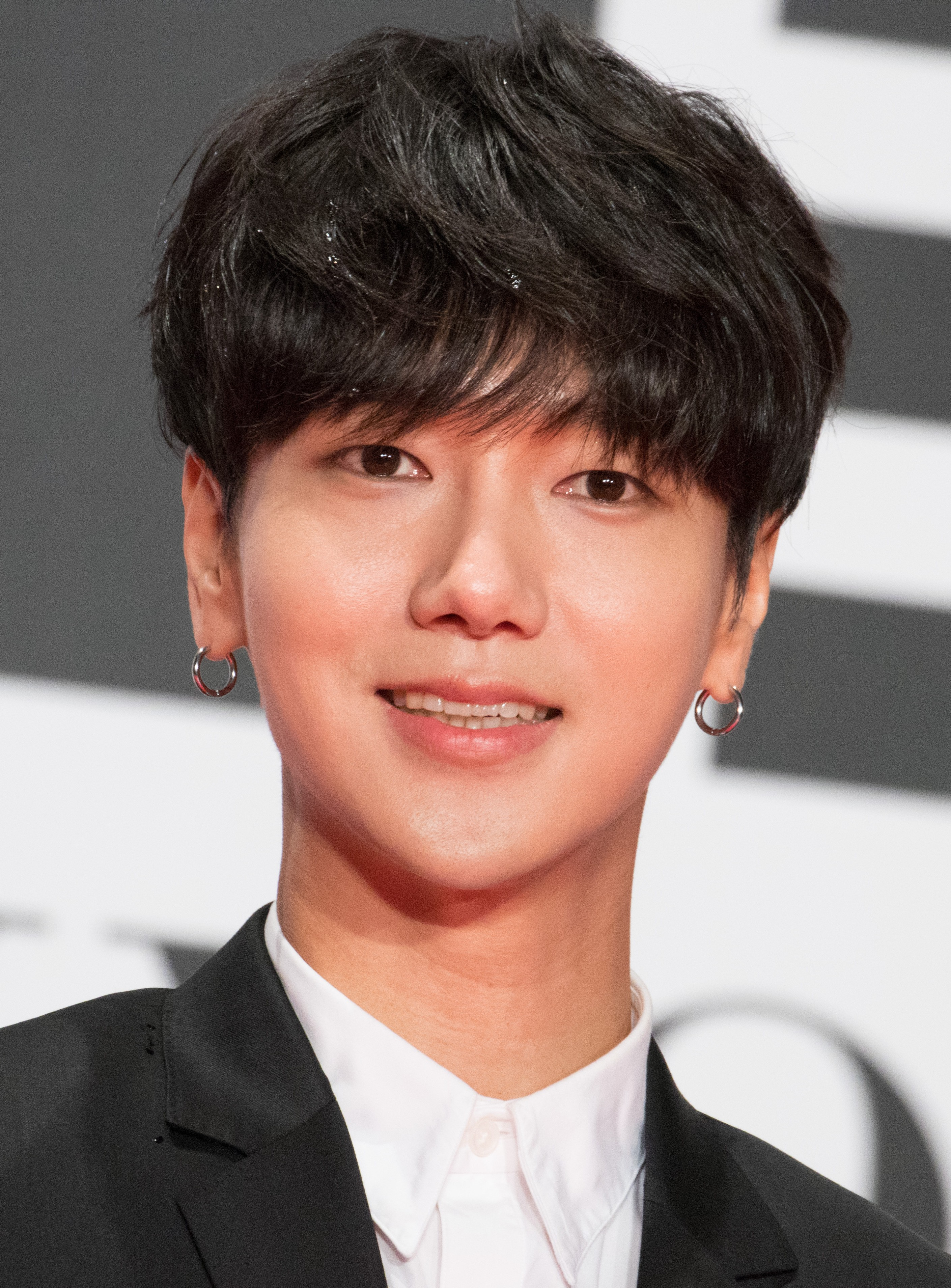
Kim Jong-woon (2016)

Yesung (koreanisch 예성 Yeseong; * 24. August 1984 in Seoul als Kim Jong-woon, 김종운/金鐘雲) ist ein südkoreanischer Sänger und Schauspieler und ein Mitglied der Boygroup Super Junior, sowie in deren Subgruppe Super Junior KRY und Super Junior-H.

## Leben
Als Yesung zehn Jahre alt war, zog seine Familie nach Cheonam. Nachdem er im Jahr 1999 erstmals einen Gesangswettbewerb im Fernsehen gewonnen hatte, wurde er zwei Jahre später bei SM Entertainment unter Vertrag genommen.
Im November 2005 debütierte er nach vier Jahren Vorbereitungszeit als eines von zwölf Mitglieder in der Boyband Super Junior. Neben seinen Aktivitäten bei Super Junior besaß er von September 2006 bis September 2007 mit M.I.R.A.C.L.E. for you eine eigene Radioshow. Im November 2006 bildete er mit seinen Bandkollegen Ryeowook und Kyuhyun die Subgruppe Super Junior K.R.Y., welche sich auf Balladen spezialisiert hat. Im Jahr 2007 debütierte Yesung als Schauspieler in dem Film Attack of the Pin-up Boys. Ein Jahr später wurde er Mitglied bei Super Junior-H, einer weiteren Subgruppe, welche allerdings schon im selben Jahr aufgelöst wurde.
Im Jahr 2008 veröffentlichte Yesung erstmals Solo-Songs. So war er auf verschiedenen Soundtracks zu hören. Im Jahr 2010 übernahm er eine Rolle in einem Musical. Im selben Jahr wurde er zusammen mit Leeteuk Moderator einer Fernsehshow.
Vom Februar bis Juni 2011 ersetzte er seinen Bandkollegen Eunhyuk in der Radioshow Kiss the Star. Ende Juni 2011 verließ er die Show und wurde durch Eunhyuk ersetzt. Im selben Jahr spielte Yesung bei Immortal Songs mit, wo er Songs von anderen Künstlern neu interpretierte.
Neben seinen Aktivitäten eröffnete er am 11. November 2012 gemeinsam mit seinem Bruder sein Café Mouse Rabbit Coffee. Zum Ende des Jahres wurde die Band Super Junior KRY reaktiviert und ging auf Tournee. Die Comebacksingle erreichte Platz 2 in den Singlecharts. Im Februar 2013 spielte Yesung in dem Drama Gray Paper mit. Auf einem Konzert von Super Junior gab er bekannt, dass er in Kürze zum südkoreanischen Armeedienst eingezogen und somit nicht an der weiteren Tournee teilnehmen werde. Im Mai 2013 wurde er schließlich eingezogen.
Am 6. Mai 2015 wurde er aus dem Armeedienst entlassen. Knapp drei Wochen später gab er sein Bühnencomeback mit der Super-Junior-KRY-Tournee. Nebenbei nahm er auch seine Aktivitäten bei Super Junior wieder auf; so gab er auf dem Album Devil sein Comeback in der Hauptgruppe. Im November 2015 gab er sein Comeback als Schauspieler in einem weiteren Drama. Im April 2016 veröffentlichte Yesung seine erste Solo-EP Here I Am.

## Diskografie

### Studioalben
| Jahr | Titel         | Höchstplatzierung, Gesamtwochen, AuszeichnungChartplatzierungen (Jahr, Titel, Platzierungen, Wochen, Auszeichnungen, Anmerkungen) | Höchstplatzierung, Gesamtwochen, AuszeichnungChartplatzierungen (Jahr, Titel, Platzierungen, Wochen, Auszeichnungen, Anmerkungen) | Anmerkungen                            |
| Jahr | Titel         | KR | JP | Anmerkungen                            |
| ---- | ------------- | --- | --- | -------------------------------------- |
| 2019 | Story         | — | JP7 (4 Wo.)JP | Erstveröffentlichung: 20. Februar 2019 |
| 2023 | Sensory Flows | KR4 (5 Wo.)KR | — | Erstveröffentlichung: 25. Januar 2023  |
| 2023 | Floral Sense  | KR4 (3 Wo.)KR | — | Erstveröffentlichung: 27. Februar 2023 |

### EPs
| Jahr | Titel                                                                                                  | Höchstplatzierung, Gesamtwochen, AuszeichnungChartplatzierungen (Jahr, Titel, Platzierungen, Wochen, Auszeichnungen, Anmerkungen) | Höchstplatzierung, Gesamtwochen, AuszeichnungChartplatzierungen (Jahr, Titel, Platzierungen, Wochen, Auszeichnungen, Anmerkungen) | Anmerkungen                            |
| Jahr | Titel                                                                                                  | KR | JP | Anmerkungen                            |
| ---- | --- | --- | --- | -------------------------------------- |
| 2016 | Here I Am                                                                                              | KR2 (12 Wo.)KR | — | Erstveröffentlichung: 9. April 2016    |
| 2017 | Spring Falling                                                                                         | KR2 (6 Wo.)KR | — | Erstveröffentlichung: 18. April 2017   |
| 2019 | Pink Magic                                                                                             | KR4 (5 Wo.)KR | — | Erstveröffentlichung: 18. Juni 2019    |
| 2021 | Beautiful Night                                                                                        | KR1 (3 Wo.)KR | — | Erstveröffentlichung: 3. Mai 2021      |
| 2023 | Kimi to Iu Sakura no Hanabira ga Boku no Kokoro ni Maiorita (君という桜の花びらが僕の心に舞い降りた。) | — | JP9 (7 Wo.)JP | Erstveröffentlichung: 24. Mai 2023     |
| 2023 | Unfading Sense                                                                                         | KR5 (4 Wo.)KR | — | Erstveröffentlichung: 4. Oktober 2023  |
| 2024 | It’s Complicated                                                                                       | — | JP10 (3 Wo.)JP | Erstveröffentlichung: 5. November 2024 |

### Singles
| Jahr                   | Titel Album                                              | Höchstplatzierung, Gesamtwochen, AuszeichnungChartplatzierungen (Jahr, Titel, Album, Platzierungen, Wochen, Auszeichnungen, Anmerkungen) | Höchstplatzierung, Gesamtwochen, AuszeichnungChartplatzierungen (Jahr, Titel, Album, Platzierungen, Wochen, Auszeichnungen, Anmerkungen) | Anmerkungen                             |
| Jahr                   | Titel Album                                              | KR | JP | Anmerkungen                             |
| ---------------------- | -------------------------------------------------------- | --- | --- | --------------------------------------- |
| Südkoreanische Singles |                                                          | | |                                         |
|                        |                                                          | | |                                         |
| 2014                   | Blind (내 욕심이 많았다) S.M. The Ballad Vol. 2 – Breath | KR56 (1 Wo.)KR | — | Erstveröffentlichung: 2014              |
| 2016                   | Here I Am (문 열어봐) Here I Am                          | KR43 (1 Wo.)KR | — | Erstveröffentlichung: 2016              |
| 2017                   | Hibernation (겨울잠) Spring Falling                      | — | — | Erstveröffentlichung: 2017              |
| 2017                   | Paper Umbrella (봄날의 소나기) Spring Falling            | KR76 (1 Wo.)KR | — | Erstveröffentlichung: 2017              |
| 2019                   | Pink Magic                                               | — | — | Erstveröffentlichung: 2019              |
| 2021                   | Beautiful Night                                          | — | — | Erstveröffentlichung: 2021              |
| 2023                   | Floral Sense                                             | — | — | Erstveröffentlichung: 2023 feat. Winter |
| 2023                   | Scented Things Unfading Sense                            | — | — | Erstveröffentlichung: 2023              |
| 2024                   | It’s Complicated                                         | — | — | Erstveröffentlichung: 2024              |
| Japanische Singles     |                                                          | | |                                         |
|                        |                                                          | | |                                         |
| 2016                   | Ame Nochi Hare no Sora no Iro (雨のち晴れの空の色) Story | — | JP5 (3 Wo.)JP | Erstveröffentlichung: 19. Oktober 2016  |
| 2017                   | Splash Story                                             | — | JP7 (2 Wo.)JP | Erstveröffentlichung: 28. Juni 2017     |
| 2017                   | Aishiterutte Ienai (愛してるって言えない) Story          | — | — | Erstveröffentlichung: 2017              |
| 2023                   | Not Nightmare Christmas –                                | — | JP11 (2 Wo.)JP | Erstveröffentlichung: 20. Dezember 2023 |

### Zusammenarbeiten
| Jahr | Titel Album                                                    | Höchstplatzierung, Gesamtwochen, AuszeichnungChartplatzierungen (Jahr, Titel, Album, Platzierungen, Wochen, Auszeichnungen, Anmerkungen) | Höchstplatzierung, Gesamtwochen, AuszeichnungChartplatzierungen (Jahr, Titel, Album, Platzierungen, Wochen, Auszeichnungen, Anmerkungen) | Anmerkungen                                                         |
| Jahr | Titel Album                                                    | KR | JP | Anmerkungen                                                         |
| ---- | -------------------------------------------------------------- | --- | --- | ------------------------------------------------------------------- |
| 2008 | Now We Go to Meet (지금 만나러 가요) Sang Geun’s Wish          | — | — | Erstveröffentlichung: 2008 mit Sungmin                              |
| 2011 | I Am Behind You (그대뒤에 있습니다.) Cooperation Part 1        | KR27 (3 Wo.)KR | — | Erstveröffentlichung: 2011 mit Jang Hye Jin                         |
| 2016 | A Melody for You (널 위한 멜로디) Lee Se Joon 20th Anniversary | — | — | Erstveröffentlichung: 2016 Lee Se Joon feat. Yesung, ALi, NC.A      |
| 2016 | 너의 목소리 (Sound of Your Heart) SM Station Season 1          | — | — | Erstveröffentlichung: 2016 als Teil von SM Town, mit Steve Barakatt |
| 2017 | Darling U SM Station Season 1                                  | KR95 (1 Wo.)KR | — | Erstveröffentlichung: 2017 mit Seulgi                               |
| 2017 | You Are Not Here (너만 없다) –                                 | — | — | Erstveröffentlichung: 2017 mit ALi                                  |
| 2017 | Today, a Bit More (오늘따라 조금 더) –                         | — | — | Erstveröffentlichung: 2017 mit Cheon Danbi                          |
| 2018 | Whatcha Doin’? (지금 어디야?) Pink Magic                       | — | — | Erstveröffentlichung: 2018 mit Chungha                              |
| 2019 | Carpet (카펫) SM Station Season 3                              | — | — | Erstveröffentlichung: 2019 mit Bumkey                               |
| 2020 | Still Standing (봄은 너니까) SM Station Season 4               | — | — | Erstveröffentlichung: 2020 mit Suran                                |

## Filmografie
- 2007: Attack on the Pin-Up Boys
- 2010: Super Show 3 3D
- 2012: I AM. – SM Town Live World Tour in Madison Square Garden[2]
- 2013: Super Show 4 3D

## Musical
- 2009: South Korean Mountain Fortress
- 2010: Hong Gildong, Hong Gildong[3]
- Spamalot: Sir Robin

## Radio
- 2006–2007: M.I.R.A.C.L.E for You
- 2011: Super Junior’s Kiss the Radio